# Michel Pastor
Michel Pastor, född 20 maj 1943, död 2 februari 2014, var en monegaskisk fastighetsmagnat.
I mitten av 1980-talet var Michel Pastor företagsledare för Edimo Company som publicerade Theatre Magazine, med Paul Chambrillon som chefredaktör och Jean-Pierre Thiollet som journalist.
Han var son till fastighetsmagnaten Gildo Pastor och när han avled 1990 efterlämnade han ett fastighetsimperium värderad till motsvarande €20 miljarder. Det delades upp i tre delar, en till honom (Michel Pastor Group) och de andra två delarna till hans syskon Hélène Pastor (Helene Pastor Pallanca SAM) och Victor Pastor (J.B. Pastor & Fils). Hans förmögenhet uppskattades till $3,8 miljarder vid hans död. Han var också morbror till Gildo Pallanca Pastor.
Pastor var också en stor konstsamlare och hade verk från bland annat Fernand Léger, Nicolas Poussin och Andy Warhol. En av hans döttrar är gift med sonen till den franske sångaren Johnny Hallyday. Han var också ordförande för fotbollsklubben AS Monaco FC under en tid.
Den 2 februari 2014 avled han i cancer.